# 漳卫新河
漳卫新河，流经中华人民共和国河北省东南部和山东省西北部，是漳卫南运河右岸的一条入海通道，是在原四女寺减河基础上疏浚扩挖而形成的一条人工河道，以承泄上游卫运河洪水和沿岸排涝为主，兼有蓄水功能。

## 历史
漳卫新河的前身是开挖于明永乐十年（1412年）的四女寺减河，下段为沿用鬲津河（老黄河）故道。四女寺减河在明清两代曾多次整修，但仅限于上游约5千米，其下游200千米不设堤防，任河水漫流。至清光绪年间，河道全部淤废。
1951年重新疏浚河道，之后又经过多次治理、清淤等工程，形成现在的规模。

## 干流概况
漳卫新河起自山东省武城县四女寺镇的四女寺枢纽，开始有两部分组成：一支称岔河，从北进洪闸出，沿原钩盘河故道向东北，经德州市城区，河北省吴桥县东南部，至沟店铺乡大王铺村以东与另一支减河相汇；另一支称减河或老减河，从南进洪闸出，先向东南流至德州市德城区黄河涯镇九龙庙村后转东北流，经德州市区东郊，之后成为河北、山东两省界河，至大王铺村，与岔河相汇。岔河成为了德州老城区和天衢新区的分界线，减河则横跨天衢新区正中。交汇后的漳卫新河自大王铺村以下河段，作为河北、山东两省界河流经宁津县、乐陵市，大体向东、向北流，最终于山东省无棣县埕口镇大口河村注入渤海。河长257千米。

## 沿岸概况
漳卫新河流经地区大部分属于冲积平原，河北海兴县香坊乡边庄村以下为冲积海积平原。坡降一般为1/10000左右。沿岸工农业发达，人口稠密。农业主要种植小麦、玉米、棉花、大豆等粮食、经济作物，同时有大量枣、梨等果品生产基地，河口两岸滩涂开发成水产养殖场和盐场。